# Treize principes de Rabbi Ishmaël
La baraïta de Rabbi Ishmaël (judéo-araméen : ברייתא דרבי ישמעאל baraïta deRabbi Ishmaël) est une baraïta (enseignement tannaïtique non-inclus dans la Mishna) énumérant avant de les expliquer les treize principes fondamentaux du midrash halakha (exégèse de la Bible afin d’en tirer des lois non explicitement formulées dans le texte). Elle figure en introduction au Sifra et a probablement été élaborée par l’académie de Rabbi Ishmaël. La première partie de la baraïta a été incluse dans l’office de prière du matin, probablement afin d’en faciliter la mémorisation.

## Exposé

### Premier principe:Kal va'homer
Kal Vah'omer (hébreu : « léger et consistant ») est l’équivalent de l’argument a fortiori (« à plus forte raison ») utilisé en scolastique. Il permet d’appliquer les règles énoncées dans une situation donnée à une situation de plus grande importance.

### Second principe:Gzera Shava(«même sentence»)
La gzera shava est une inférence par analogie: il est déduit de la présence de deux termes similaires, généralement rares, en deux endroits distincts du texte biblique que les règles appliquées dans le premier verset peuvent être applicables dans l'autre. 
Le Talmud interprète à partir de l'emploi du terme zkhr dans le Deutéronome et dans le Livre d'Esther que la Meguila d'Esther doit être non seulement lue mais aussi à haute voix.
Les rabbins réduisent l'emploi de ce principe à des analogies reçues d'un maître par tradition orale. Cependant, le karaïte Anan ben David, rejetant l'autorité des rabbins mais conservant l'emploi de ces principes herméneutiques auxquels il reconnaît une valeur logique, fit de ce principe un libre usage, créant des interprétations inédites,.

### Troisième principe:Binyan Av vekatouv e'had oshnei ktouvim(«construction d'après un principe et un ou deux versets»)
Les applications déductibles du principe (av) énoncé dans un ou deux versets congruents sont étendues par cette règle à un champ de situations similaires.
le Talmud déduit d'un verset du Deutéronome sur l'invalidité d'un témoignage isolé dans une affaire criminelle que partout où la Torah parle d'« un témoin, » il faut entendre « deux témoins, » sauf précision du contraire.
la Mekhilta déduit de deux versets du Livre de l'Exode relatifs à l'affranchissement d'un esclave à la suite de dommages corporels que si le dommage causé par la perte d'un œil et celui causé par la perte d'une dent sont différents en matière de dommage, ils présentent en commun le caractère de blessures irréparables, visibles et causées intentionnellement. En conséquence, « toute blessure irréparable, visible et intentionnellement infligée à un esclave canaanéen oblige son maître à l'affranchir. »

### Quatrième principe:Klal oufrat(«règle générale et cas particulier»)
Lorsqu'une affirmation générale est suivie d'une affirmation particulière, celle-ci restreint la règle à première vue générale à ce cas spécifique.
la Torah, lors de l'exposé des lois sur les offrandes sacrificielles commence par établir une règle générale (apport d'une offrande), avant de restreindre ladite offrande à du gros ou du menu bétail.

### Cinquième principe:Prat oukhlal(«cas particulier et règle générale»)
Lorsqu'un cas particulier, ou une série de cas particuliers, est suivi d'une affirmation générale, la règle généralise le principe énoncé dans le ou les cas.
lorsque la Torah expose l'obligation de restitution d'un objet perdu à son propriétaire, elle commence par des cas particuliers (l'âne, le bœuf), avant d'exposer la règle générale.

### Sixième principe:Klal ouFrat ouKhlal(«Règle, cas et règle»)
Dans les versets où une liste de cas particuliers est précédée et suivie de règles générales, les rabbins recherchent le principe sous-jacent aux cas particuliers et l'étendent à la règle générale, y compris pour des cas non-cités; l'une des règles a pour but d'étendre le principe, l'autre vient la restreindre.
Du verset du Livre de l'Exode traitant de la non-restitution d'un bien perdu, où une série d'exemples (« un bœuf, un âne, un agneau, un vêtement ») est précédée d'une règle (« Toute affaire frauduleuse ») et suivie d'une règle (« ou tout objet perdu au sujet duquel on dira: C'est cela! »), les rabbins déduisent que « tout objet perdu » doit ressembler aux cas pour que l'on puisse porter serment sur lui devant un tribunal. Comme ces cas ont en commun d'être des biens meubles possédant une valeur monétaire, on peut déposer serment sur tout bien meuble ayant valeur monétaire, mais pas sur des biens immeubles ni sur des biens n'ayant pas de valeur monétaire (les actes ou la valeur morale, par exemple)

### Septième principe:Klal shehou tsarikh lifrat, prat shehou tsarikh likhlal(«une règle nécessitant un cas, un cas nécessitant une règle»)
Lorsqu'une règle énoncée nécessite un exemple particulier pour être intelligible ou inversement, on ne peut limiter la généralité au cas particulier, ni étendre le cas particulier à la généralité, et la loi est issue de la superposition des deux.
Lorsque Dieu prescrit à Moïse de recenser les aînés israélites mâles, la généralité « les premiers-nés » nécessite une précision particulière (« mâles ») et inversement, le cas particulier nécessite une généralité afin qu'on en déduise une règle.

### Huitième principe
« Tout ce qui tenait de la règle générale, et en a été extrait afin de nous enseigner une règle, on ne doit pas la considérer comme applicable au cas extrait, mais à l'ensemble des cas. »
Le verset instituant l'abstention de tout travail le jour du shabbat semble assez clair pour que le verset interdisant l'allumage d'un feu le jour du shabbat apparaisse redondant. Un tel cas de figure étant improbable dans la tradition rabbinique, les Sages en déduisent selon le huitième principe de Rabbi d'Ishmaël que « tout travail est punissable » signifie « chaque travail est punissable. » En conséquence, le transgresseur devra apporter une offrande en rachat de chaque transgression, et non une offrande collective.

### Neuvième principe
« Tout ce qui était inclus dans une règle générale et en a été extrait pour être applicable à une autre règle qui fait partie de son contexte [premier], n'a été extrait que pour assouplir, non pour renforcer. »
L'apparente redondance du verset sur les ulcères cutanés guéris par rapport à un verset précédent traitant d'affections cutanées dans leur ensemble est résolue en déduisant qu'un ulcère cutané, bien que plus profond que la peau, ne nécessite pas une période d'isolement plus longue que celle requise pour les affections cutanées superficielles.

### Dixième principe
« Tout ce qui était inclus dans une règle générale et en a été exclu pour être applicable à une [autre] règle qui ne fait pas partie de son contexte [premier], l'a été afin d'être assoupli [dans certains cas] et renforcé [dans d'autres]. »
Lorsqu'il est fait mention dans le même chapitre d'une plaie à la tête et au menton, alors qu'il a précédemment été discuté des affections « de la peau et de la chair, » il faut en déduire que ces affections ne ressortent plus aux affections cutanées mais à la tinea capitis. Et, dans ce contexte particulier, un poil blanc ne sera pas aussi grave qu'une tache blanche sur la peau, par contre, un poil jaune sera impur.

### Onzième principe
« Tout ce qui était inclus dans une règle générale, qui en a été extrait pour être traité par une nouvelle règle, on ne peut le rattacher à la règle générale, sauf si la Torah le fait elle-même (de façon explicite). »
La Torah apporte ici des modifications à des cas particuliers d'une règle précédemment établie. 
Ainsi, dans le cas de la terouma, réservée à la classe sacerdotale, la Torah dit qu'une personne née dans la maison du cohen peut en consommer. Cependant, la fille d'un cohen mariée à un profane en est exclue.

### Douzième principe:Davar haLamed me'inyano vedavar halamed misoufo(«un enseignement appris de son contexte, un enseignement appris de sa fin»)
Dans les Dix Commandements, il est question du « vol » alors que celui-ci a déjà été évoqué auparavant. Les Sages déduisent cependant du contexte de ce verset, placé entre l'homicide et l'adultère, que si ces crimes sont passibles de la peine capitale, c'est que le vol dont il s'agit ici est passible de la peine capitale car s'en prenant non à des objets mais des personnes. Le « vol » est donc compris par les Sages comme une séquestration.
Dans le chapitre 14 du Lévitique, il est discuté des lois sur la « lèpre des murs. » Ce passage est assez obscur jusqu'à sa conclusion, où l'on comprend qu'une maison peut recevoir l'impureté si elle contient des pierres, du bois et du mortier (qui retiennent les agents responsables de l'impureté).

### Treizième principe
« Deux versets qui se contredisent [ne peuvent être résolus qu'au moment où un troisième verset vient résoudre leur apparente contradiction. »
L'exemple le mieux connu est celui des deux versets inaugurant les deux récits de la Genèse: dans l'ouverture du premier récit, les cieux précèdent la terre dans la création, alors que dans le second, la terre précède les cieux.
Un verset d'Isaïe résout la difficulté : cieux et terre furent créés simultanément.

## Correspondance avec les sept règles de Hillel
Lorsque Hillel l'Ancien fut établi à la tête du Sanhédrin, il enseigna devant les fils de Bathyra sept règles d'herméneutique à partir desquelles déduire la Torah. Ces règles sont:
1. Qal va'homer
2. Guezera shava
3. Binyan av mi-katouv e'had
4. Binyan av mishnei ketouvim
5. Klal oufraṭ ve Praṭ oukhlal
6. Ka-yotze bo mi-maqom a'her (similarité de contenu avec un autre passage biblique).
7. Davar ha-lamed me-'inyano[23].

En comparant les deux systèmes d'herméneutique,
- Les deux premiers principes sont identiques aux deux premières règles de Hillel l'Ancien
- « Binyan Av » est une combinaison de la troisième et de la quatrième règle de Hillel
- Les règles 7 à 11 sont formées par la subdivision de la cinquième règle de Hillel
- « Une chose apprise de son contexte » est identique à la septième règle de Hillel. Cependant, « une chose apprise de sa fin » est spécifique à la classification de Rabbi Ishmaël
- Le treizième principe est propre à la Baraïta deRabbi Ishmaël. En revanche, la sixième règle de Hillel est omise dans le comput de Rabbi Ishmaël.

### Sources
- Siddour Ish Maçliah', pp 73-78, éditions Saraël, 5761 (2001) pour l'énoncé des treize principes en français
- Cet article contient des extraits de la Jewish Encyclopedia de 1901–1906 dont le contenu se trouve dans le domaine public.
  - Jewish Encyclopedia for Baraita of Rabbi Ishmael, Marcus Jastrow et Louis Ginzberg.
  - Jewish Encyclopedia for Rules of Rabbi Ishmael, Wilhelm Bacher et Jacob Zallel Lauterbach.